# 德尔塔站
德尔塔站（法語：Gare de Delta）是比利时布鲁塞尔首都大区奥德海姆的鐵路車站，位于比利时26号铁路线上。该站毗邻同名地铁站。

## 名称
该站临近布鲁塞尔市际交通公司在该地区设立的同名地铁-巴士车辆段，而从该站通向该车辆段的路线与该车辆段构成了一个三角形，形似希腊字母德尔塔（Δ），因而得名。

## 列车服务
该站提供以下列车服务：
- 布鲁塞尔城市快铁（法语：Réseau express régional bruxellois） (S4) 维尔福德 - 梅罗德 - 埃特贝克 - 布鲁塞尔卢森堡 - 登德尔莱乌 - 阿尔斯特（周一至周五高峰时段）
- 布鲁塞尔城市快铁 (S7) 梅赫伦 - 梅罗德 - 哈勒（周一至周五）